# Muhoslampi
Muhoslampi är en sjö i Ule älv kommunen Muhos i landskapet Norra Österbotten i Finland. Arean är 1,31 kvadratkilometer och strandlinjen är 14,26 kilometer lång. Sjön  ingår i Uleälvens huvudavrinningsområde.   Den ligger omkring 31 kilometer sydöst om Uleåborg och omkring 520 kilometer norr om Helsingfors. 
Muhos ligger vid sjön.
I sjön finns öarna Kestinsaari, Rovastinsaari, Hartikansaari, Konttisaari och Kirkkosaari. Muhosjoki rinner ut i sjön från sydost. Nordöst om Muhoslampi ligger Montanlampi. 